# Konrad von Corvey
Konrad von Corvey († 1189) war ein Benediktinermönch und von etwa 1160 bis zu seinem Tod Abt von Corvey.

## Leben
Nach dem Tode von Wibald von Stablo wurde Konrad spätestens 1160 zu seinem Nachfolger gewählt, die Bestätigung der Privilegien seines Klosters durch den Gegenpapst Viktor IV. erfolgte 1162. In diesem Schreiben findet sich u. a. die Verfügung, dass die von Abt Konrad zur Verteidigung des Stifts errichtete Wildburg nicht als Lehen weitergegeben werden dürfe.
Am 25. März 1176 inkorporierte Abt Konrad mit Zustimmung seines Konvents die in Horhusen gelegene Kirche St. Magnus dem Kloster Obermarsberg.